# روبرت غيروكس
روبرت غيروكس (بالإنجليزية: Robert Giroux)‏ هو ضابط أمريكي، ولد في 8 أبريل 1914 في جيرسي سيتي في الولايات المتحدة، وتوفي في 5 سبتمبر 2008 في نيوجيرسي في الولايات المتحدة.

## وصلات خارجية
- روبرت غيروكس على موقع إن إن دي بي (الإنجليزية)